# Never Lie to Your Wife
Never Lie to Your Wife è un cortometraggio muto del 1916 diretto da Al Christie.

## Produzione
Il film fu prodotto dalla Nestor Film Company.

## Distribuzione
Distribuito dall'Universal Film Manufacturing Company, il film - un cortometraggio di una bobina - uscì nelle sale cinematografiche USA il 12 maggio 1916.